# Unione Valle Ustica
L'Unione Valle Ustica è un'unione di comuni del Lazio, in provincia di Roma, formata dai comuni di: Licenza, Mandela, Roccagiovine, Vicovaro e Percile .